# Stanwellia puna
Stanwellia puna is een spinnensoort in de taxonomische indeling van de bruine klapdeurspinnen (Nemesiidae).
Stanwellia puna werd in 1968 beschreven door Forster.